# Seyi Shay
Deborah Oluwaseyi Joshua (de nacimiento Oluwaseyi Joshua ; 21 de diciembre de 1985), conocida profesionalmente como Seyi Shay, es una cantante, compositora y actriz nigeriana.

## Biografía
Shay nació y se crio en Tottenham, Londres, Inglaterra. Su madre era del norte de Nigeria y su padre es nativo de Ife. Comenzó a visitar Nigeria cuando tenía dos años y finalmente asistió a Command High School en Maryland, Lagos. Regresó a Londres para completar sus estudios universitarios, en la Universidad del Este de Londres. Su interés por la música fue influenciado por miembros de su hogar. Su difunta madre era corista, su hermana solía componer canciones para la BBC y su hermano era un destacado DJ de club y radio en Londres. Shay se unió al coro de su escuela secundaria y comenzó a actuar a la edad de 6 años. Fue parte del London Community Gospel Choir durante su gira mundial, que incluyó 13 ciudades de Japón. En una entrevista con Lanre Odukoya de Thisday, dijo que su madre no era una defensora acérrima de sus ambiciones musicales y que su madre quería que fuera médica o abogada.
Además de su carrera como cantante, en 2018, protagonizó la película Al ritmo de la vida.
Escribió y produjo tres canciones para la banda sonora del videojuego Crime Life: Gang Wars (2005) de Konami. También escribió "You Will See", una canción que se incluyó en el tercer álbum de estudio de Melanie Chisholm, Beautiful Intentions (2005). Escribió "White Lies", una canción del álbum Transition del rapero Chip En 2008, se convirtió en la cantante principal del ahora desaparecido grupo de chicas From Above. El grupo firmó un contrato de grabación con Columbia Records de Sony y fue administrado por la compañía Music World Entertainment de Mathew Knowles. En noviembre de 2013, firmó un acuerdo de patrocinio con el proveedor de servicios de telecomunicaciones Etisalat. En julio de 2015, firmó un contrato discográfico con Island Records. En 2015, firmó un contrato de patrocinio de 2 años con Pepsi. Shay lanzó su álbum de estudio debut Seyi or Shay en noviembre de 2015. Fue apoyado por los singles promocionales: "Irawo", "Ragga Ragga", "Right Now" y "Murda" con Patoranking y Shaydee. En enero de 2021, firmó un contrato de publicación con la división Francia de Universal Music Publishing Group, en asociación con Universal Music France.

## Filmografía
| Año  | Título              | Papel | Notas  |
| ---- | ------------------- | ----- | ------ |
| 2018 | Al ritmo de la vida | Lara  | [ 17 ] |

## Premios y nominaciones
| Año  | Evento                                     | Premio                                | Nominado      | Resultado | Ref.          |
| ---- | ------------------------------------------ | ------------------------------------- | ------------- | --------- | ------------- |
| 2013 | Los Headies                                | Mejor interpretación vocal (femenina) | "Irawo"       | Nominada  | [ 18 ]        |
| 2013 | Los Headies                                | Siguiente clasificado                 | ella misma    | Nominada  | [ 18 ]        |
| 2013 | Premios City People Entertainment          | Mejor nuevo músico del año (femenino) | ella misma    | Ganadora  | [ 19 ]        |
| 2013 | Premios de entretenimiento de Nigeria      | Mejor debutante del año               | ella misma    | Nominada  | [ 20 ]        |
| 2013 | Premios Chase                              | Artista del año (femenino)            | ella misma    |           | [ 21 ]        |
| 2013 | Premios Chase                              | Canción del año                       | "Irawo"       |           | [ 21 ]        |
| 2014 | Premios Channel O Music Video 2014         | Mujer más dotada                      | "Irawo"       | Nominada  | [ 22 ]        |
| 2014 | Premios City People Entertainment          | Músico del año (femenino)             |               | Nominada  | [ 23 ]        |
| 2014 | Premios de entretenimiento de Nigeria 2014 | Artista femenina del año              | Nominada      | [ 24 ]    |               |
| 2014 | World Music Awards                         | Mejor Canción del Mundo               | "Ragga Ragga" | Nominada  | [ 25 ]        |
| 2014 | World Music Awards                         | Mejor video del mundo                 | "Ragga Ragga" | Nominada  | [ 25 ]        |
| 2014 | World Music Awards                         | Mejor artista femenina del mundo      |               | Nominada  | [ 25 ]        |
| 2014 | World Music Awards                         | Mejor acto en vivo del mundo          | Nominada      |           | [ 25 ]        |
| 2014 | World Music Awards                         | Mejor artista del año del mundo       | Nominada      |           | [ 25 ]        |
| 2015 | Premios MTV Africa Music 2015              | Mejor video femenino del año          |               | Nominada  | [ 26 ] [ 27 ] |
| 2019 | Los Headies                                | Mejor sencillo de R&B                 | "Gimme love"  | Ganador   | [ 28 ]        |
| 2021 | The NET honours                            | Músico más popular                    |               | Nominada  | [ 29 ]        |
| 2021 | The NET honours                            | Músico más buscado (mujer)            | Nominada      | [ 30 ]    |               |